# Wołowe Rogi

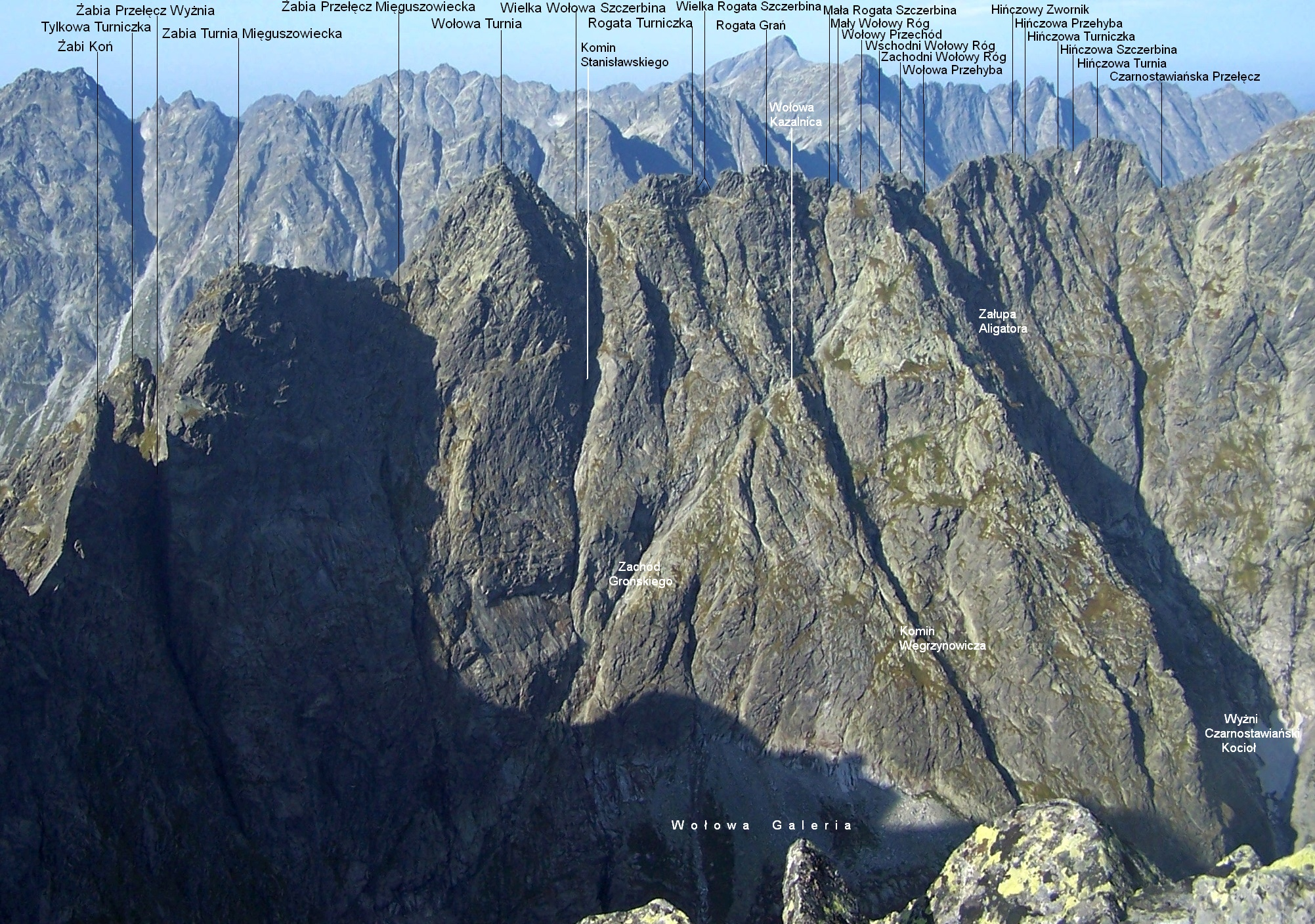
Widok z Rysów

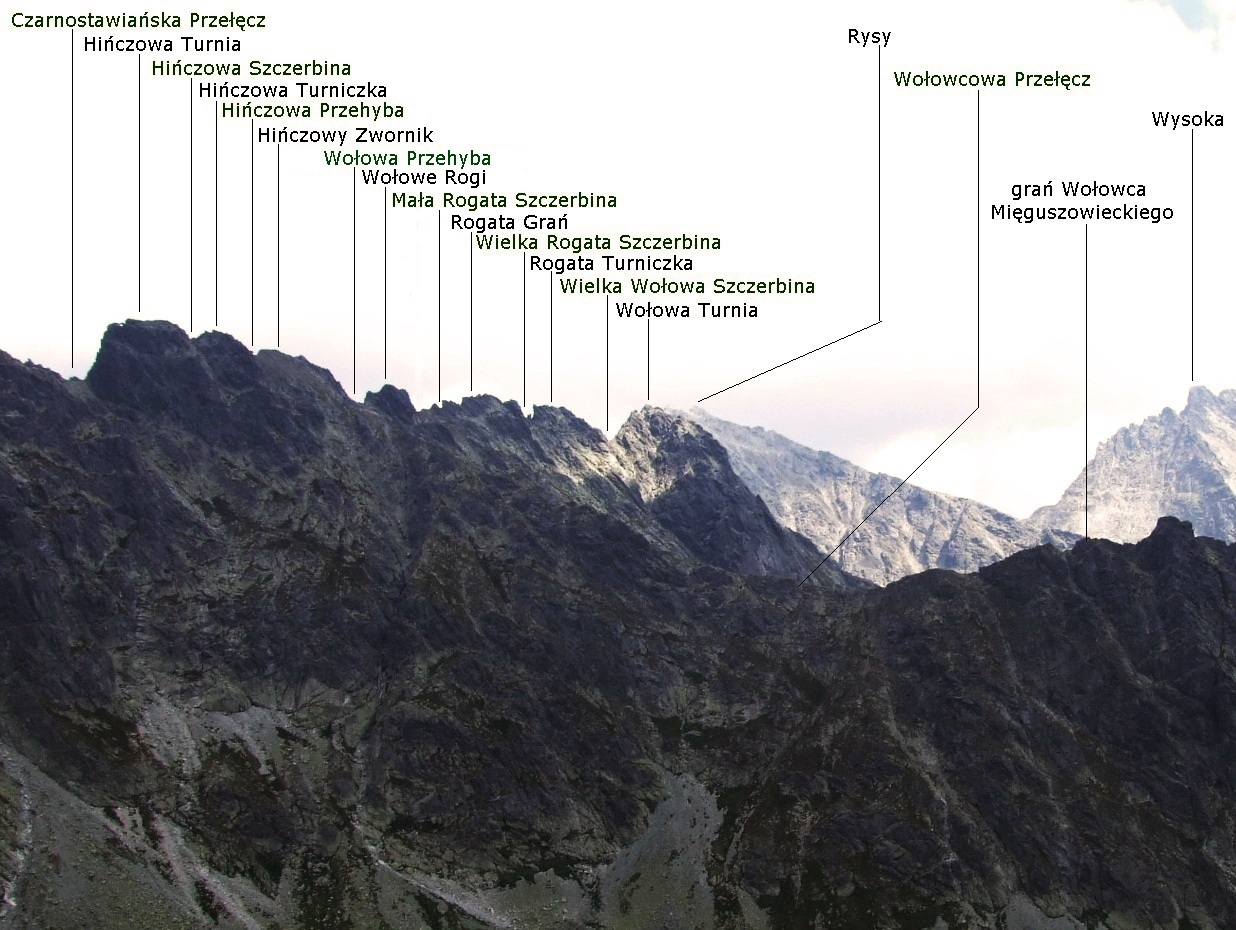
Opisane obiekty Wołowego Grzbietu. Widok z Wyżniej Koprowej Przełęczy

Wołowe Rogi (słow. Volie rohy) – odcinek Wołowego Grzbietu (Volí chrbát) w Tatrach Wysokich między Wołową Przehybą na zachodzie a Małą Rogatą Szczerbiną na wschodzie. Znajduje się w głównej grani Tatr na granicy polsko-słowackiej. Nazwa, nadana przez słowackiego taternika i tatrologa Arno Puškáša, nawiązuje do innych wołowych obiektów w tej grani, ponadto odcinek tej grani oglądany od południowego wschodu przypomina kształtem wołowe rogi.
W Wołowych Rogach w kierunku od zachodu na wschód znajdują się następujące obiekty:
- Zachodni Wołowy Róg (Západný volí roh) ~2370 m,
- Mała Wołowa Szczerbina (Západná volia štrbina) ~2355 m,
- Wschodni Wołowy Róg (Východný volí roh) ~2370 m,
- Wołowy Przechód (Volí priechod) ~2350 m,
- Mały Wołowy Róg (Malý volí roh) ~2360 m[2].

Nazwy słowackie nadał Arno Puškáš, polskie przez ich tłumaczenie Władysław Cywiński.
Od słowackiej, południowej strony z Wołowych Rogów do Wołowej Kotlinki opadają ścianki o wysokości około 30 m, poza tym ku Wołowcowej Równi ciągnie się piarżyste zbocze. Dla taterników ścianki te, jak pisze Władysław Cywiński, mogą być interesujące może w następnych stuleciach, obecnie są nieatrakcyjne (proporcje wspinanie/podejście jak 1/100). Natomiast na północną, polską stronę z Wołowych Rogów opadają potężne filary i kominy będące obiektem wspinaczki.
Pierwsze przejście granią Wołowych Rogów podczas pierwszego przejścia granią Wołowego Grzbietu: Katherine Bröske i Simon Häberlein 11 września 1905 r.
Wołowe Rogi są niedostępne dla turystów, można natomiast uprawiać na nich wspinaczkę. Przejście granią Wołowych Rogów to I i II w skali UIAA, wspinaczka filarami i kominami to już dużo większa skala trudności.